# ويليام إتش براون الثالث
ويليام إتش براون الثالث (بالإنجليزية: William H. Brown, III)‏ هو محامي أمريكي، ولد في 19 يناير 1928 في فيلادلفيا في الولايات المتحدة.